# Curcuma vinhlinhensis
Curcuma vinhlinhensis là danh pháp khoa học của một loài nghệ, được Danh Duc Nguyen và Tuan Anh Le mô tả khoa học năm 2022.

## Chẩn đoán
Tương tự như C. pambrosima về kiểu phát triển chung và hình dáng của cụm hoa, nhưng khác ở các nhị lép bên có màu da cam (so với màu vàng ở đỉnh, màu trắng ở đáy), hình elip với đỉnh thuôn tròn (so với hình trứng-hình thoi không đều với đỉnh nhọn), cựa bao phấn hình nón, thuôn dài thành đỉnh nhọn, hướng ra ngoài (so với hình trụ, cong vào trong), dài khoảng 2-3 (so với khoảng 1,5) mm, mào bao phấn tiêu giảm tới 0,5 mm, 2 thùy (so với mào bao phấn nổi rõ dài khoảng 1,5 mm, đỉnh thuôn tròn).

## Từ nguyên
Tính từ định danh vinhlinhensis bắt nguồn từ huyện Vĩnh Linh, quê hương của tác giả thứ ba, cũng là nơi mà loài này được thu thập lần đầu tiên.

## Mẫu định danh
Mẫu định danh: Le Tuan Anh No NTA-1221, thu thập ngày 10 tháng 9 năm 2016, tọa độ 17°2′20,6″B 107°4′4″Đ / 17,03333°B 107,06778°Đ, cao độ 150–200 m, xã Vĩnh Hiền (nay là một phần xã Hiền Thành) huyện Vĩnh Linh, tỉnh Quảng Trị, Việt Nam. Holotype lưu giữ tại Bảo tàng Thiên nhiên Việt Nam (VNMN).

## Mô tả
Cây thảo sống trên cạn có thân rễ cao 0,5–0,7 m. Thân rễ hình trứng đến hình trứng hẹp, 2,5–5,3 × 0,7–1,1 cm, có các nhánh mỏng ngắn hướng xuống dưới, bên ngoài màu nâu nhạt, bên trong màu trắng đến vàng nhạt (trên mặt cắt ngang); vảy thân rễ hình tam giác, màu nâu, nhẵn nhụi; củ rễ hình elip, 2,6–3,8 × 1,7–2,2 cm, bên ngoài màu nâu nhạt, bên trong màu trắng với phần giữa màu trắng trong mờ, cách thân rễ 8 cm. Chồi lá 3–7 mỗi cây với 2–5 lá phát triển cùng lúc hoặc ngay sau khi ra hoa; thân giả dài khoảng 15 cm, màu xanh lục nhạt bao gồm bẹ lá và lá bắc bẹ; lá bắc bẹ 2–4, nhẵn nhụi, trở thành dạng giấy và rữa nát khi già, màu xanh lục nhạt, pha hồng ở đỉnh; bẹ lá màu xanh lục, nhẵn nhụi; lưỡi bẹ dài khoảng 1 mm, hai thùy, trong suốt, màu ánh xanh lục, nhẵn nhụi, với mép thưa lông; cuống lá dài 5–13 cm, cuống của các lá gốc ngắn hơn nhiều so với cuống của các lá đỉnh, có rãnh, màu xanh lục, nhẵn nhụi; phiến lá 25–40 × 6–8 cm, hình mác đến hình elip, tù và hơi không đều ở đáy, thon dần ở đỉnh, gấp nếp, phía gần trục có màu xanh lục vừa và nhẵn nhụi, phía xa trục màu xanh lục nhạt, có lông tơ ở gân giữa, nhẵn nhụi cả hai mặt. Cụm hoa bên, có cuống ngầm dưới đất; cuống hoa dài 5–10 cm, màu trắng; cụm hoa bông thóc dài 10–20 cm, đường kính 5–7 cm ở đoạn giữa, không có mào hoa rõ nét, bao gồm 15–25 lá bắc; lá bắc 3,5–3,7 × 1,5–3,0 cm, hình trứng rộng đến hình thoi (rộng hơn ở đáy, hẹp dần về phía đỉnh), màu trắng tinh đến trắng ánh xanh lục, mép và đỉnh pha màu đỏ hồng, nhẵn nhụi cả hai mặt, hợp sinh ở 1/4–1/3 phần dưới, nhọn, đảo ngược; lá bắc con hình dùi, 2–5 × 0,5–1,0 mm, hình tam giác hẹp, trong mờ, nhẵn nhụi, thường tiêu giảm hoàn toàn. Hoa dài khoảng 4,7 cm, thò ra từ lá bắc; đài hoa dài khoảng 15 mm, có 3 răng, với vết rạch một bên dài khoảng 3–5 mm, bán trong mờ, màu trắng pha hồng, nhẵn nhụi; ống hoa dài 2,1–2,3 cm, hình trụ hẹp ở đáy, đường kính 1,5–1,8 mm phía trên bầu nhụy, hình phễu ở đỉnh, dài 5–6 mm, mặt ngoài màu trắng, có lông tơ ở phần hình phễu, mặt trong màu trắng pha đỏ đậm ở giữa, nhạt ở đỉnh, nhẵn nhụi ở đáy, có lông về phía họng; thùy tràng hoa lưng 16–17 × 5–6 mm, hình tam giác, lõm, hai bên hơi cong vào trong, có mấu nhọn ở đỉnh, mấu nhọn ~1 mm, mặt ngoài màu trắng với ánh hồng ở đỉnh, mặt trong màu trắng; các thùy tràng bên 15–17 × 5–6 mm, hình tam giác, đỉnh nhọn rộng đến tù, bán trong mờ; cánh môi 18–19 × 14–15 mm, hai thùy, hình trứng ngược, đỉnh có khía với một đường rạch dài ~3 mm, màu vàng ở nửa đỉnh, chuyển sang màu trắng ở đáy, dải giữa màu vàng ấm với hai đường viền đỏ mỏng ở bên chạy khắp nửa đáy; nhị lép bên ~18–21 × 11–13 mm, hình elip, màu vàng, nhẵn nhụi cả hai bên, đỉnh thuôn tròn. Nhị dài 11–12 mm; chỉ nhị dài 3–4 mm, đường kính 4–4,5 mm ở đáy, đường kính 2 mm ở đỉnh (điểm bám vào mô liên kết), màu trắng pha vàng, có lông tơ với các lông tuyến; bao phấn dài 8–9 mm, có hai núm màu vàng tù cố định bên dưới mô vỏ bao phấn, hình chữ L yếu với các cựa kéo dài thành đỉnh nhọn, màu vàng, mập và hướng ra ngoài, dài ~2 mm; mô liên kết màu trắng chuyển sang màu vàng ở đỉnh và đáy gần cựa, rậm lông tơ với các lông tuyến; mào bao phấn dài ~0,5 mm, màu vàng, mập, đỉnh thuôn tròn hoặc hai thùy; mô vỏ bao phấn 6–8 × 0,5–1 mm, hình trứng ngược hẹp, nứt dọc theo toàn bộ chiều dài; phấn hoa màu trắng. Tuyến trên bầu 2, dài 4–5 mm, đường kính 0,6 mm, màu trắng, các đỉnh tù. Vòi nhụy màu trắng, nhẵn nhụi, nằm ở đáy trong rãnh lưng của ống hoa; đầu nhụy đường kính khoảng 1,5 mm, màu vàng nhạt, với lỗ có lông rung, hướng về phía trước; bầu nhụy khoảng 2–3 × 2–2,5 cm, 3 ngăn, màu trắng, có lông tơ với các lông tuyến. Không thấy quả.

## Phân bố
Loài này có tại Việt Nam (Quảng Trị). Được người dân địa phương trồng trên đất bazan làm nguồn tinh bột trong lương thực, thực phẩm truyền thống, ở cao độ khoảng 0-100 m. Thời kỳ ra hoa trùng với thời điểm bắt đầu mùa mưa ở vùng Duyên hải Trung Bộ Việt Nam, từ tháng 8 đến tháng 10.